# 奥弗内格山麓圣卡特赖因
奥弗内格山麓圣卡特赖因（德語：Sankt Kathrein am Offenegg）是奥地利施泰尔马克州魏茨县的一个市镇。总面积40.24平方公里，总人口1201人，人口密度29.8人/平方公里（2005年）。